# Hyla sanchiangensis
Espèce
Statut de conservation UICN

 LC  : Préoccupation mineure
Hyla sanchiangensis est une espèce d'amphibiens de la famille des Hylidae.

## Répartition
Cette espèce est endémique du centre et du Sud de la République populaire de Chine. Elle se rencontre :
- au Guangxi ;
- au Guizhou ;
- au Hunan ;
- dans le nord-ouest du Fujian ;
- au Jiangxi ;
- au Zhejiang ;
- au Anhui.

## Description
L'holotype de Hyla sanchiangensis mesure 34 mm. Son dos est vert avec de nombreuses taches noires dans sa partie postérieure.

## Étymologie
Son nom d'espèce, composé de sanchiang et du suffixe latin -ensis, « qui vit dans, qui habite », lui a été donné en référence au lieu de sa découverte, San Chiang dans le nord-ouest de la province du Fujian.

## Publication originale
- Pope, 1929, Four new frogs from Fukien Province, China. American Museum novitates, no 352, p. 1-5 (texte intégral).